# Tipasa ilatana
Tipasa ilatana là một loài bướm đêm trong họ Noctuidae.